# Maďarská pirátská strana
Maďarská pirátská strana, maďarsky Magyar Kalózpárt, zkráceně Kalózok nebo Kalózpárt, je mimoparlamentní pirátská politická strana v Maďarsku.

## Historie
Maďarská pirátská strana vznikla v roce 2011, kdy její představitelé opustili zelené hnutí s názvem Politika může být jiná (LMP). V dubnu 2012 byla oficiálně zaregistrována jako politická strana.
Strana kandidovala v parlamentních volbách na jaře roku 2014, avšak nebyla schopna sestavit celostátní kandidátní listinu. Vyslala pouze tři stranické kandidády v jednomandátových volebních obvodech (OEVK), přičemž dvěma z nich (Zoltán Knyaskó a Erika Tóth) byla kandidatura Národní volební kanceláří (NVI) zamítnuna, neboť pro svou kandidaturu nezískali dostatečný počet podpisů podporujících občanů. Za stranu tak nakonec kandidoval pouze Péter Rajmund Hornyák v OEVK č. 3 v župě Szabolcs-Szatmár-Bereg, který získal celkem 64 odevzdaných hlasů voličů.

## Volební výsledky
| Volby | Celostátní kandidátní listina (90) | Celostátní kandidátní listina (90) | OEVK (109) | OEVK (109) | Mandáty | Mandáty | Status         |
| Volby | Hlasy                              | %                                  | Hlasy      | %          | Počet   | %       | Status         |
| ----- | ---------------------------------- | ---------------------------------- | ---------- | ---------- | ------- | ------- | -------------- |
| 2014  | —                                  | —                                  | 64         | 0          | 0/199   | 0       | mimo parlament |
| 2018  | —                                  | —                                  | —          | —          | 0/199   | 0       | mimo parlament |
| 2022  | —                                  | —                                  | —          | —          | 0/199   | 0       | mimo parlament |